# Coelopacidia vivax
Coelopacidia vivax är en tvåvingeart som först beskrevs av Munro 1933.  Coelopacidia vivax ingår i släktet Coelopacidia och familjen borrflugor. Inga underarter finns listade i Catalogue of Life.